# Josep Taronjí Cortès
Josep Taronjí Cortès   (Palma, 1847 - Palma, 4 de gener de 1890) fou un eclesiàstic i escriptor mallorquí.
Fou deixeble de Josep Lluís Pons i Gallarza a l'Institut Balear així com de Marià Aguiló i Fuster. El 1865 inicià els seus estudis eclesiàstics, els quals hagué de seguir de manera irregular, extern al Seminari Diocesà de Mallorca. Optà a una canongia a la Seu de Mallorca i no l'aconseguí. Finalment el 1878 obtingué una canongia al Sacromonte de Granada on es traslladà a viure fins que al final de la seva vida retornà a Mallorca. Fill il·lustre de Palma el 1931.
Taronjí és conegut per la polèmica que mantingué en relació amb la qüestió xueta, causada per la negativa, a finals de 1876, del rector de l'església de Sant Miquel a deixar que predicàs unes quaranta hores que anualment sufragava la família, també xueta, dels Aguiló. La polèmica es mantingué fins a 1879 amb importants participants de les Balears i la península Ibèrica que principalment es recull als seus llibres Algo sobre el estado religioso y social de la isla de Mallorca (1877) i Juicio de la prensa española sobre la cuestión social mallorquina y sobre el libro de polémica titulado estado religioso y social de la isla de Mallorca (1878), editat anònimament.
Fou membre de la Renaixença als Balears. Participà en els Jocs Florals de Barcelona de 1871 on va obtenir dos accèssits. Edità gran part de la seva poesia en català a El trovador mallorquin (1883). Fou actiu defensor de la unitat de la llengua catalana i se li atribueix l'incomplet Diccionari mallorquí-castellà (1878).